# Kirschrot

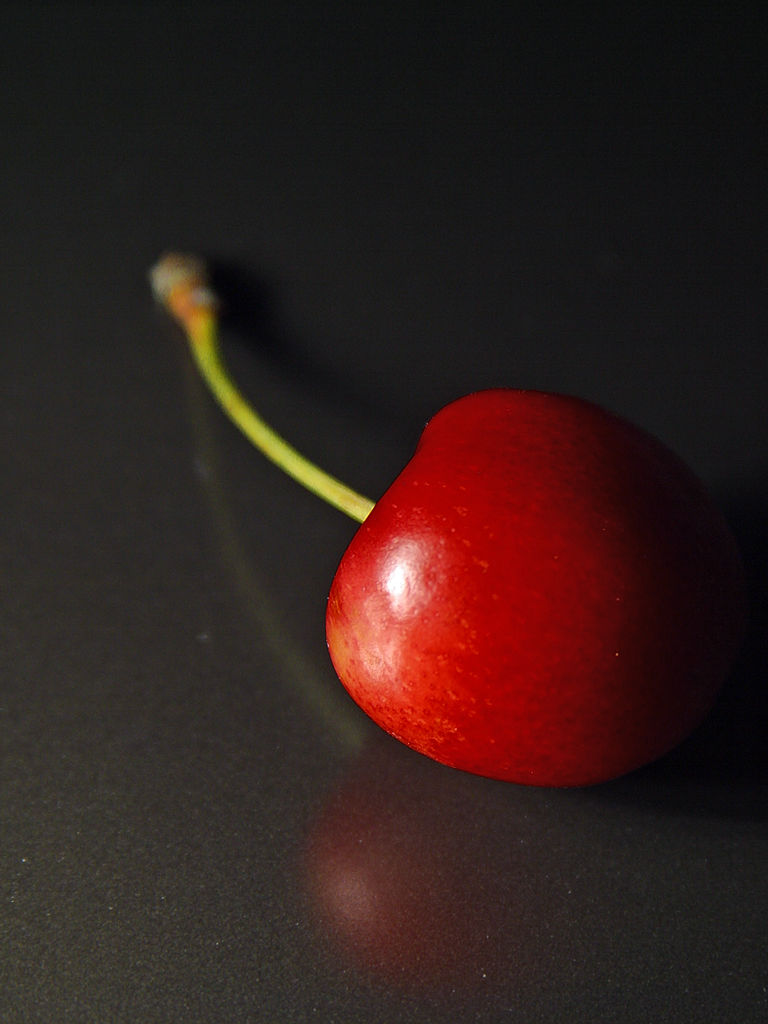
Kirsche

Kirschrot ist ein Farbton. Namensgeber ist die Süßkirsche. Es bestehen Ähnlichkeiten mit Johannisbeerrot und höherem Karmesin.
In der Metallurgie wird die Farbe zwischen dunkler Rotglut und Orangeglut als Kirschrotglut bezeichnet. In der Botanik wird der Farbbereich zwischen leuchtend zinnoberrot und purpurkarmin als kirschrot angesehen.
Der Farbton kann aus Krapplack mit viel Krapprosa und wenig Zinkweiß durch Mischung gewonnen werden. Als Färbemittel kann auch Baumwollscharlach, ein Teerfarbstoff mit fünf Prozent Ammoniaklösung, dienen.
Die in diesem Artikel angezeigten Farben sind nicht farbverbindlich und können auf verschiedenen Anzeigegeräten unterschiedlich erscheinen.

Eine Möglichkeit, die Darstellung mit rein visuellen Mitteln näherungsweise zu kalibrieren, bietet das nebenstehende Testbild (nur bei nativer Anzeigeauflösung und wenn die Seite nicht gezoomt dargestellt wird):